# Михайлівська балка (Севастополь)
44°37′45″ пн. ш. 33°31′53″ сх. д. / 44.62917° пн. ш. 33.53139° сх. д.

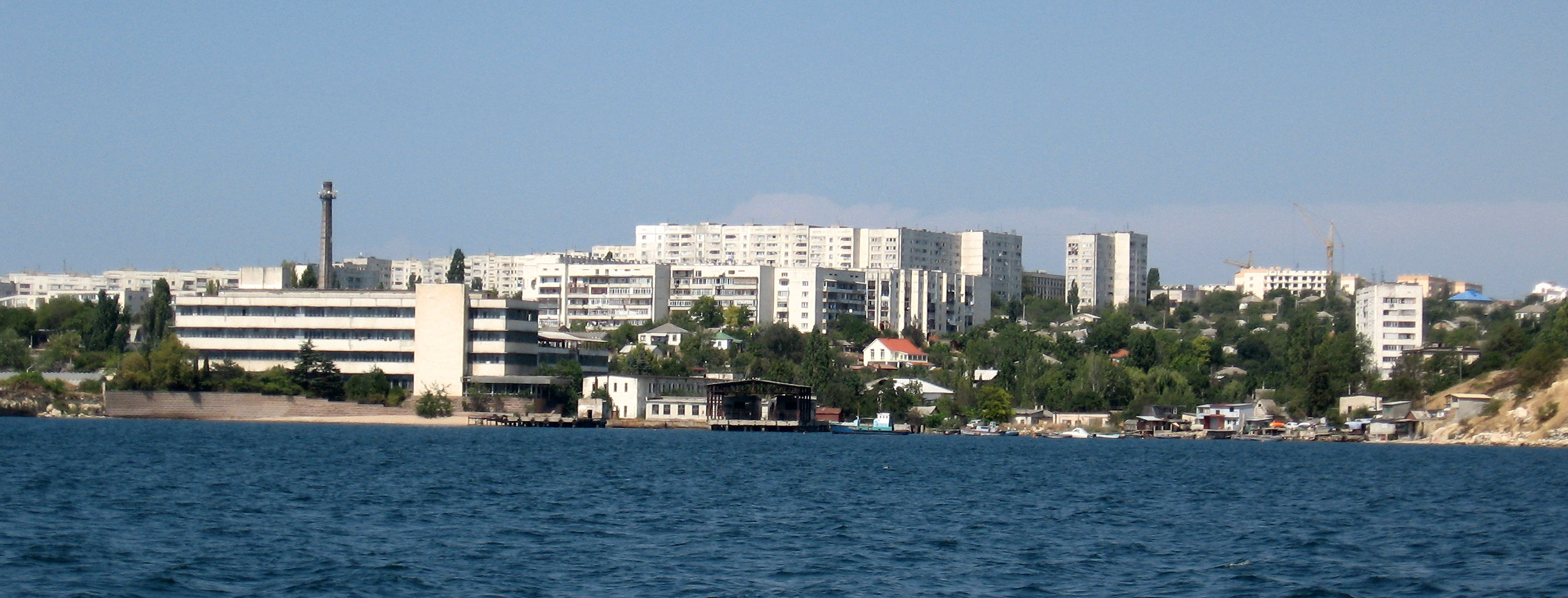
Старопівнічна бухта та Михайлівська (або Північна) балка. Забудова мікрорайону Радіогірка.

Михайлівська балка або Північна балка  — балка на північній стороні Севастополя. Впадає у Старопівнічну бухту.
Назва Михайлівська походить від Михайлівського кладовища воїнів Кримської війни. Кладовище було забудовано у 80-і роки XX століття житловими будинками (мікрорайон Радіогірка). Частина захоронень перенесена на Братське кладовище учасників оборони 1854 — 1855.
Назва Північна — від старої назви Старопівнічної бухти, яка раніше називалась Північною. Назва бухти змінилася, а балка залишила стару назву. Проте в деяких джерелах балку називають Старопівнічною.